# Nu (kana)
ぬ in hiragana o ヌ in katakana è un kana giapponese e rappresenta una mora. La sua pronuncia è [nɯ].
| Forma                    | Rōmaji | Hiragana        | Katakana        |
| ------------------------ | ------ | --------------- | --------------- |
| Normale n- (な行 na-gyō) | nu     | ぬ              | ヌ              |
| Normale n- (な行 na-gyō) | nuu nū | ぬう, ぬぅ ぬー | ヌウ, ヌゥ ヌー |

| Altre forme | Altre forme |        |
| --- | ----------- | ------ |
| \| nwa \| ぬぁ \| ヌァ \| \| nwi \| ぬぃ \| ヌィ \| \| (nwu) \| (ぬぅ) \| (ヌゥ) \| \| nwe \| ぬぇ \| ヌェ \| \| nwo \| ぬぉ \| ヌォ \| |             |        |
| nwa | ぬぁ        | ヌァ   |
| nwi | ぬぃ        | ヌィ   |
| (nwu) | (ぬぅ)      | (ヌゥ) |
| nwe | ぬぇ        | ヌェ   |
| nwo | ぬぉ        | ヌォ   |

## Scrittura

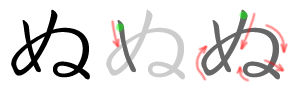
Stile di scrittura di ぬ

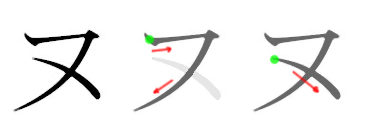
Stile di scrittura di ヌ